# Römischer Weihestein (Rabenden)

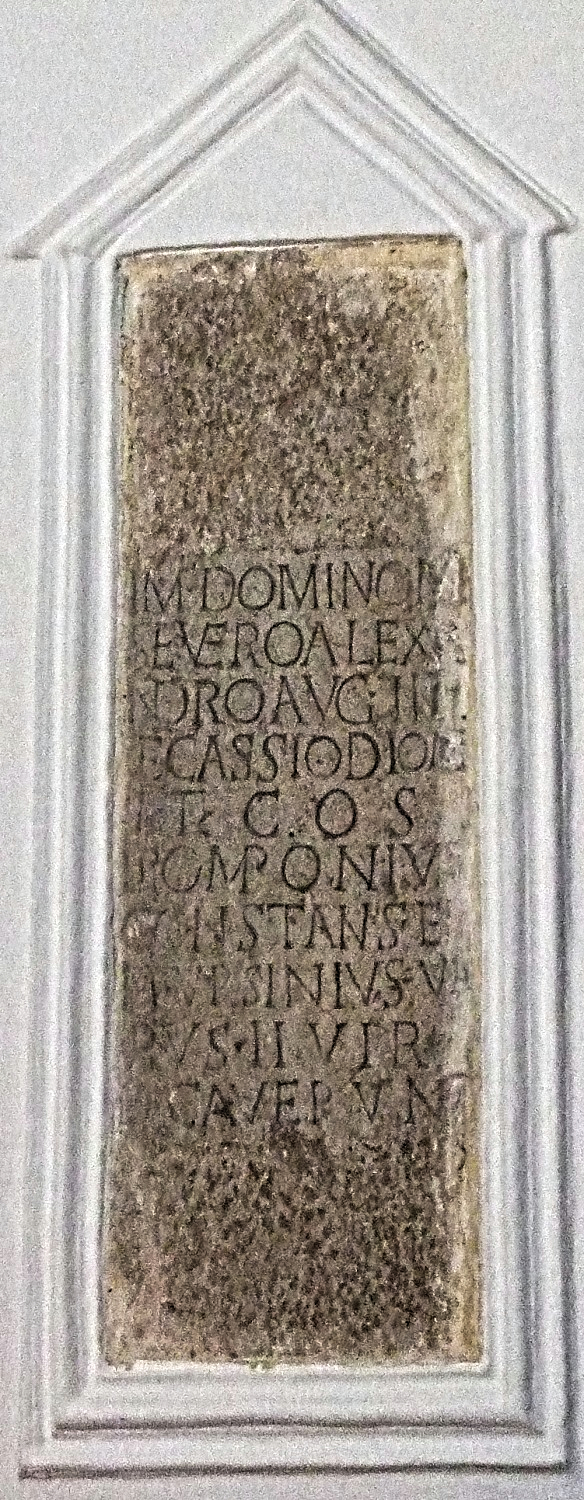
Römischer Weihestein in Rabenden

Der Römische Weihestein in der katholischen Filialkirche St. Jakobus der Ältere in Rabenden, einem Gemeindeteil von Altenmarkt an der Alz im oberbayerischen Landkreis Traunstein, wurde  in der ersten Hälfte des 19. Jahrhunderts in der Altarstufe des rechten Seitenaltares entdeckt. Seine Herkunft ist nicht geklärt. Der Weihestein ist aus Untersberger Marmor gearbeitet und hat eine Breite von 34 cm und eine Höhe von 95 cm. Die Inschrift auf der Vorderseite, in der die Namen der beiden römischen Konsuln Cassius Dio und Severus Alexander, des späteren Kaisers, genannt sind, ermöglicht eine Datierung in das Jahr 229 nach Christus. Der Weihestein wurde nach der Entnahme unweit der Fundstelle in die Südwand der Kirche eingemauert.
Die Inschrift lautet:
Imp(eratore) domino n(ostro) / Severo Alexa/ndro Aug(usto) III / et Cassio Dion(e) / it(erum) co(n)s(ulibus) / L(ucius) Pomponius / Constans et / M(arcus) Ursinius V[e]/rus IIvir(i) / dicaverun[t].